# Ingonish
Ingonish est un village canadien situé à l'est de l'île du Cap-Breton, dans le comté de Victoria en Nouvelle-Écosse.
Ingonish est situé au pied du plateau du Cap-Breton, au bord de l'océan Atlantique. Le village constitue en fait une enclave dans le parc national des Hautes-Terres-du-Cap-Breton. Ingonish est traversé par la piste Cabot et l'entrée est du parc y est située, l'autre étant à Chéticamp. Ingonish compte une station de ski, une plage, le terrain de golf Highland Links et le Keltic Lodge.